# Cultura Kakanj
La cultura Kakanj és una cultura arqueològica del Neolític primerenc apareguda a la Bòsnia central. Té una cronologia que va dels anys 6230–5990 aC fins als anys 5300–4900 aC.

## Història
La Bòsnia central i les zones de les conques de Sarajevo, Visoko i Zenica van ser algunes de les principals àrees de poblament de diferents grups prehistòrics, especialment al llarg de les ribes del riu Bosna. La Bòsnia central ja estava poblada per altres cultures, com les portadores de la ceràmica Starčevo o la cardial. Aquestes cultures van formar la base per a la creació d'una cultura única que es coneix com la cultura Kakanj. Deu el seu nom a què les primeres troballes van ser en un jaciment anomenat Obre, prop de la ciutat de Kakanj. Maria Gimbutas considerava la cultura Kakanj com una variant local de la Starčevo, amb elements del grup Danilo.

Cronologia de l'expansió del Neolític per Europa

Altres jaciments coneguts d'aquesta cultura es troben a la regió de Kakanj – Plandište, Papratnica; Visoko – Arnautovići, Okolište i Tuk a prop de Zavidovići. La cultura Kakanj va tenir una forta influència en el desenvolupament de la cultura Butmir.

## Assentaments i característiques
Els assentaments excavats no eren uniformes. El solar d'Obre incloïa cases rectangulars d'1 o 2 habitacions, fonaments de pedra i murs de marga argilosa. Predominen les eines de pedra, especialment les destrals modelades. Eines com espàtules i agulles estaven fetes amb ossos.
La ceràmica és versàtil, tosca i monocroma. La superfície de la ceràmica monocroma està ben polida, com en la cultura Butmir. Les formes inclouen recipients amb tiges altes còniques i buides, juntament amb bols amb vores més gruixudes i rítons de 4 peus. Els ritons eren uns recipients de ceràmica per emmagatzemar líquids destinats a rituals. Segons aquests objectes, la cultura Kakanj s'inclouria en l'ampli cercle del complex neolític que va nodrir el culte a la fertilitat (des del nord d'Itàlia, Dalmàcia i Epir fins a l'Egeu).